# 28e cérémonie des Oscars

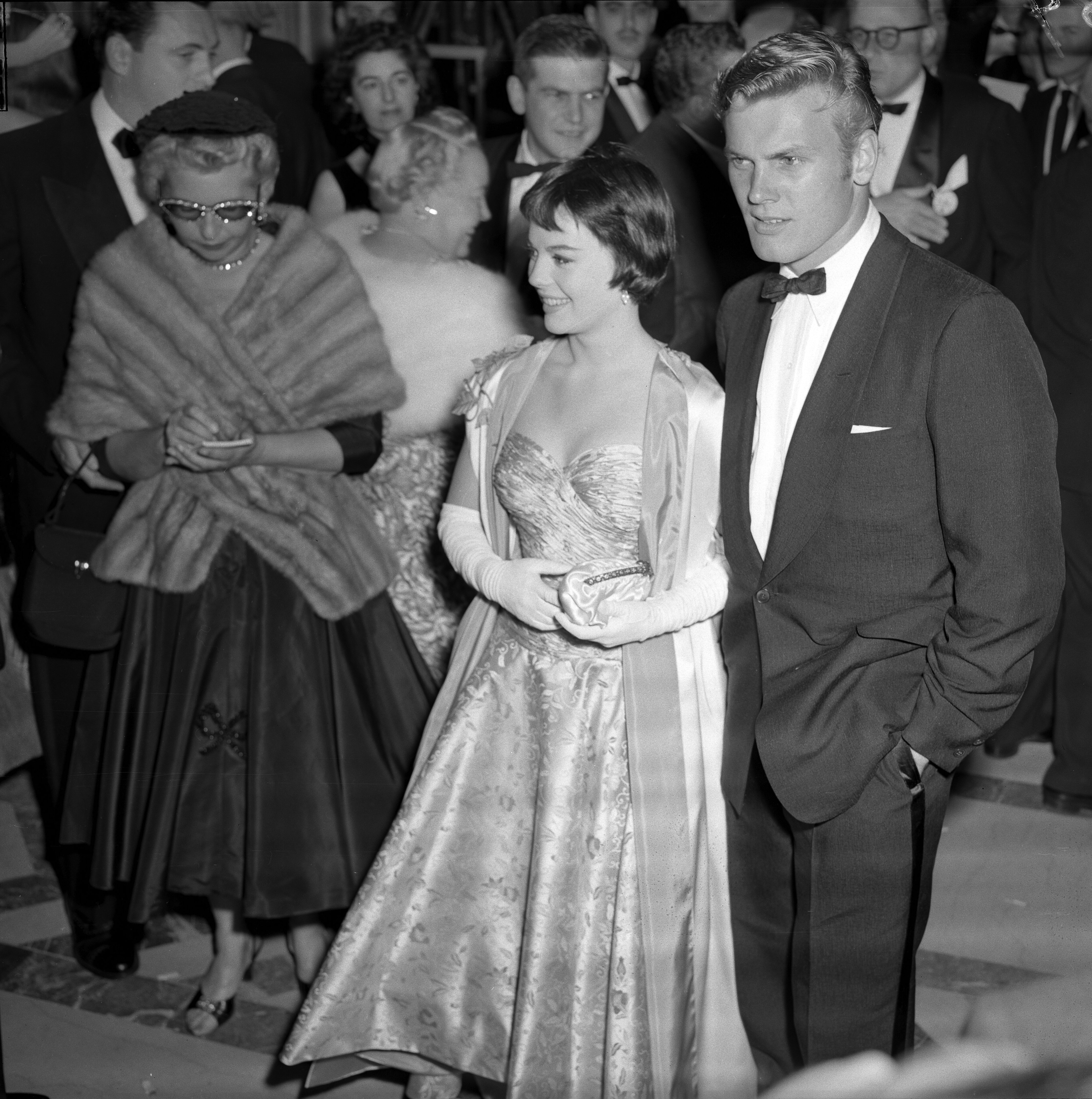
Natalie Wood et Tab Hunter lors de leur arrivée à la cérémonie des Oscars 1956.

La 28e cérémonie des Oscars du cinéma eut lieu le mercredi 21 mars 1956 à 19h30, conjointement au Pantages Theatre à Hollywood et au NBC Century Theatre à New York.

## La cérémonie
- Maître de cérémonie : Jerry Lewis
- Producteur : Robert Emmett Dolan
- Directeur : George Seaton
- Directeur musical : André Previn
- Dialoguistes : Melville Shavelson, Jack Rose, Richard L. Breen
- Réalisateur retransmission télévisée (sur la NBC) : William A. Bennington

## Palmarès et nominations

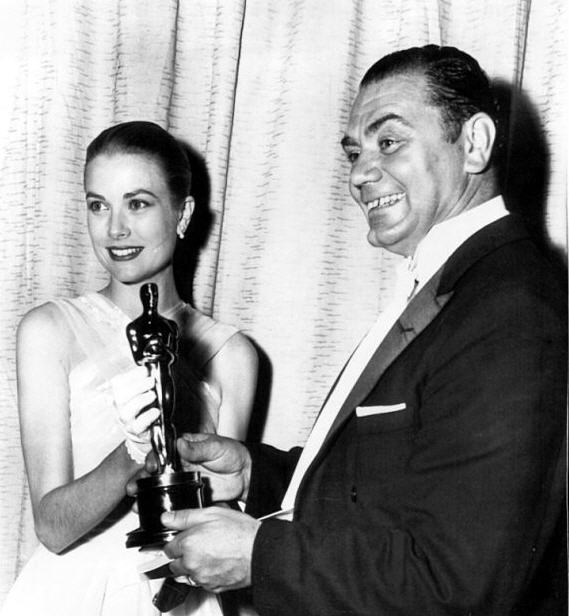
Ernest Borgnine recevant son Oscar de Grace Kelly.

Les gagnants sont indiqués ci-dessous en premier de chaque catégorie et en caractères gras.

### Meilleur film
- Marty - Harold Hecht, producteur
  - La Colline de l'adieu (Love is a Many-Splendored Thing) - Buddy Adler, producteur
  - Permission jusqu'à l'aube (Mister Roberts) - Leland Hayward, producteur
  - Picnic - Fred Kohlmar, producteur
  - La Rose Tatouée (The Rose Tattoo) - Hal B. Wallis, producteur

### Meilleur réalisateur
- Delbert Mann pour Marty
  - Elia Kazan pour À l'est d'Éden (East of Eden)
  - David Lean pour Vacances à Venise (Summertime, G.-B.)
  - Joshua Logan pour Picnic
  - John Sturges pour Un homme est passé (Bad Day at Black Rock)

### Meilleur acteur
- Ernest Borgnine dans Marty
  - James Cagney dans Les Pièges de la passion (Love Me or Leave Me) de Charles Vidor
  - James Dean dans À l'est d'Éden
  - Frank Sinatra dans L'Homme au bras d'or (The Man with the Golden Arm) d'Otto Preminger
  - Spencer Tracy dans Un homme est passé

### Meilleure actrice
- Anna Magnani dans La Rose tatouée

Anna Magnani avec son Oscar.

  - Susan Hayward dans Une femme en enfer (I'll Cry Tomorrow) de Daniel Mann
  - Katharine Hepburn dans Vacances à Venise
  - Jennifer Jones dans La Colline de l'adieu
  - Eleanor Parker dans Mélodie interrompue (Interrupted Melody) de Curtis Bernhardt

### Meilleur acteur dans un second rôle
- Jack Lemmon dans Permission jusqu'à l'aube
  - Arthur Kennedy dans Le Procès (Trial) de Mark Robson
  - Joe Mantell dans Marty
  - Sal Mineo dans La Fureur de vivre (Rebel Without a Cause) de Nicholas Ray
  - Arthur O'Connell dans Picnic

### Meilleure actrice dans un second rôle
- Jo Van Fleet dans À l'est d'Éden
  - Betsy Blair dans Marty
  - Peggy Lee dans Le Gang du blues (Pete Kelly's Blues) de Jack Webb
  - Marisa Pavan dans La Rose tatouée
  - Natalie Wood dans La Fureur de vivre

### Meilleur scénario
- William Ludwig & Sonya Levien pour Mélodie interrompue
  - Milton Sperling & Emmet Lavery pour Condamné au silence (The Court-Martial of Billy Mitchell) d'Otto Preminger
  - Betty Comden & Adolph Green pour Beau fixe sur New York (It's Always Fair Weather) de Stanley Donen & Gene Kelly
  - Jacques Tati & Henri Marquet pour Les Vacances de monsieur Hulot de Jacques Tati (France)
  - Melville Shavelson & Jack Rose pour Mes sept petits chenapans (The Seven Little Foys) de Melville Shavelson

### Meilleure histoire originale
- Daniel Fuchs pour Les Pièges de la passion
  - Joe Connelly & Bob Mosher pour La Guerre privée du major Benson (The Private War of Major Benson) de Jerry Hopper
  - Nicholas Ray pour La Fureur de vivre
  - Jean Marsan, Henri Troyat, Jacques Perret, Henri Verneuil & Raoul Ploquin pour Le Mouton à cinq pattes de Henri Verneuil (France)
  - Beirne Lay Jr. pour Strategic Air Command d'Anthony Mann

### Meilleur scénario adapté
- Paddy Chayefsky pour Marty
  - Millard Kaufman pour Un homme est passé
  - Richard Brooks pour Graine de violence (The Blackboard Jungle) de Richard Brooks
  - Paul Osborn pour À l'est d'Éden
  - Daniel Fuchs et Isobel Lennart pour Les Pièges de la passion

### Meilleure photographie

#### En noir et blanc
- James Wong Howe pour La Rose tatouée
- Russell Harlan pour Graine de violence
- Arthur E. Arling pour Une femme en enfer
- Joseph LaShelle pour Marty
- Charles Lang pour Une femme diabolique (Queen Bee) de Ranald MacDougall

#### En couleurs
- Robert Burks pour La Main au collet (To Catch a Thief) d'Alfred Hitchcock
- Harry Stradling Sr. pour Blanches colombes et vilains messieurs (Guys and Dolls) de Joseph Leo Mankiewicz
- Leon Shamroy pour La Colline de l'adieu
- Harold Lipstein pour A Man Called Peter de Henry Koster
- Robert Surtees pour Oklahoma ! de Fred Zinnemann

### Meilleure direction artistique

#### En noir et blanc
- Hal Pereira, Tambi Larsen, Sam Comer & Arthur Krams pour La Rose tatouée
  - Cedric Gibbons, Randall Duell, Edwin B. Willis et Henry Grace pour Graine de violence
  - Cedric Gibbons, Malcolm Brown, Edwin B. Willis et Hugh Hunt pour Une femme en enfer
  - Joseph C. Wright et Darrell Silvera pour L'Homme au bras d'or
  - Ted Haworth, Walter M. Simonds (en) et Robert Priestley pour Marty

#### En couleurs
- William Flannery, Jo Mielziner & Robert Priestley pour Picnic
  - Lyle R. Wheeler, John DeCuir, Walter M. Scott et Paul S. Fox pour Papa longues jambes (Daddy Long Legs) de Jean Negulesco
  - Oliver Smith, Joseph C. Wright et Howard Bristol (en) pour Blanches colombes et vilains messieurs
  - Lyle R. Wheeler, George W. Davis, Walter M. Scott et Jack Stubbs (en) pour La Colline de l'adieu
  - Hal Pereira, J. McMillan Johnson (en), Sam Comer et Arthur Krams pour La Main au collet

### Meilleurs costumes

#### En noir et blanc
- Helen Rose pour Une femme en enfer
  - Beatrice Dawson (en) pour The Pickwick Papers (en) de Noel Langley
  - Jean Louis pour Une femme diabolique (Queen Bee)
  - Edith Head pour La Rose tatouée
  - Tadaoto Kainoshō pour Les Contes de la lune vague après la pluie (Ugetsu monogatari) de Kenji Mizoguchi (Japon)

#### En couleurs
- Charles Le Maire pour La Colline de l'adieu
  - Irene Sharaff pour Blanches colombes et vilains messieurs
  - Helen Rose pour Mélodie interrompue
  - Edith Head pour La Main au collet
  - Charles Le Maire et Mary Wills pour Le Seigneur de l'aventure (The Virgin Queen) de Henry Koster

### Meilleur son
- Fred Hynes pour Oklahoma !
  - Carlton W. Faulkner (20th Century-Fox) pour La Colline de l'adieu
  - Wesley C. Miller (en) (M-G-M) pour Les Pièges de la passion
  - William A. Mueller (en) (Warner Bros.) pour Permission jusqu'à l'aube
  - Watson Jones (en) (RCA Sound Dept.) pour Pour que vivent les hommes (Not a Stranger) de Stanley Kramer

### Meilleure musique originale

#### Pour une fiction
- Alfred Newman pour La Colline de l'adieu
  - Max Steiner pour Le Cri de la victoire (Battle Cry) de Raoul Walsh
  - Elmer Bernstein pour L'Homme au bras d'or
  - George Duning pour Picnic
  - Alex North pour La Rose tatouée

#### Pour un film musical
- Robert Russell Bennett, Jay Blackton & Adolph Deutsch pour Oklahoma !
  - Alfred Newman pour Papa longues jambes
  - Jay Blackton et Cyril J. Mockridge pour Blanches colombes et vilains messieurs
  - André Previn pour Beau fixe sur New York
  - Percy Faith et George E. Stoll pour Les Pièges de la passion

### Meilleure chanson
- Sammy Fain et Paul Francis Webster pour "Love is a Many Splendored Thing" dans La Colline de l'adieu
  - Johnny Mercer pour "Something's Gotta Give" dans Papa longues jambes
  - Nicholas Brodszky (musique) et Sammy Cahn (paroles) pour"I'll Never Stop Loving You" dans Les Pièges de la passion
  - Jimmy Van Heusen (musique) et Sammy Cahn (paroles) pour "(Love Is) The Tender Trap" dans Le Tendre Piège (The Tender Trap) de Charles Walters
  - Alex North (musique) et Hy Zaret (en) (paroles) pour "Unchained Melody" dans Prisons sans chaînes (Unchained) de Hall Bartlett

### Meilleur montage
- Charles Nelson & William A. Lyon pour Picnic
  - Ferris Webster pour Graine de violence
  - Alma Macrorie pour Les Ponts du Toko-Ri (The Bridges at Toko-Ri) de Mark Robson
  - Gene Ruggiero et George Boemler pour Oklahoma !
  - Warren Low pour La Rose tatouée

### Meilleurs effets visuels
- Paramount Studios pour Les Ponts du Toko-Ri
  - Associated British Picture Corporation, Ltd. pour Les Briseurs de barrages (The Dam Busters) de Michael Anderson
  - 20th Century Fox pour La Mousson (The Rains of Ranchipur) de Jean Negulesco

### Meilleur long métrage documentaire
- Helen Keller in her story produit par Nancy Hamilton
  - Crèvecœur produit par René Risacher

### Meilleur court métrage

#### Prises de vues réelles une bobine
- Survival City produit par Edmund Reek
  - 3rd Ave. El produit par Carson Davidson
  - Gadgets Galore produit par Robert Youngson
  - Three Kisses produit par Justin Herman

#### Prises de vues réelles deux bobines
- The Face of Lincoln produit par Wilbur T. Blume
- 24 Hour Alert  produit par Cedric Francis
- The Battle of Gettysburg produit par Dore Schary
- On the Twelfth Day…  produit par George K. Arthur
- Switzerland  produit par Walt Disney

#### Documentaire
- Men Against the Artic produit par Walt Disney
  - The Battle of Gettysburg produit par Dore Schary
  - The Face of Lincoln produit par Wilbur T. Blume

#### Animation
- Speedy Gonzales produit par Edward Selzer
  - Good Will to Men produit par Fred Quimby, William Hanna et Joseph Barbera
  - The Legend of Rockabye Point  produit par Walter Lantz
  - No Hunting produit par Walt Disney

## Oscar spéciaux

### Oscar d’honneur
- La Légende de Musashi (宮本武蔵) de Hiroshi Inagaki •  Japon : meilleur film étranger diffusé aux États-Unis en 1955

### Oscars du mérite
- National Carbon Co. Pour la création d’une flamme carbone jaune de grande efficacité pour la coloristaion des pellicules

### Oscar du mérite scientifique et industriel
- Eastman Kodak Co. Pour l’Eastman Tri-X, pellicule négative panchromatique
- Farciot Edouart, Hal Corl et le Paramount Studio Transparency Dept. Pour la mise au point d’un projecteur à triple tête de lecture

### Oscar du mérite technique
- 20th Century-Fox Studio et Bausch & Lomb Co. pour le développement du format CinemaScope
- Dave Anderson (20th Century-Fox Studio) pour son projecteur lumineux à intensité constante quelle que soit la distance
- Farciot Edouart, Hal Corl et le Paramount Studio Transparency Dept. Pour un projecteur utilisant la stéréoscopie
- Walter Jolley, Maurice Larson et R.H. Spies (20th Century-Fox Studio) pour leur matière simili-métal
- Steve Krilanovich pour sa dolly multi-directionnelle
- Loren L. Ryder, Charles West et Henry Fracker (Paramount Studio) pour leur système de projection prenant en compte tous les formats de pellicule existant

## Longs métrages de fiction par Oscar

### Quatre Oscars
- Marty

### Trois Oscars
- La Rose tatouée
- La Colline de l'adieu

### Deux Oscars
- Picnic
- Oklahoma !

### Un Oscar
- Les Ponts de Toko-Ri
- Une femme en enfer
- La Main au collet
- Permission jusqu'à l'aube
- À l'est d'Éden
- Les Pièges de la passion
- Mélodie interrompue

## Longs métrages de fiction par nominations

### Huit nominations
- Marty
- La Colline de l'adieu
- La Rose tatouée

### Six nominations
- Picnic
- Les Pièges de la passion

### Quatre nominations
- À l'est d'Éden
- Une femme en enfer
- Mélodie interrompue
- Blanches colombes et vilains messieurs
- Graine de violence

### Trois nominations
- Papa longues jambes
- La Main au collet
- La Fureur de vivre
- Un homme est passé
- L'Homme au bras d'or
- Permission jusqu'à l'aube

### Deux nominations
- Une femme diabolique
- Les Ponts du Toko-Ri
- Beau fixe sur New York
- Vacances à Venise

### Une nomination
- Le Procès
- Le Gang du blues
- Condamné au silence
- Les Vacances de Monsieur Hulot
- Mes sept petits chenapans
- La Guerre privée du major Benson
- Le Mouton à cinq pattes
- Strategic Air Command
- A Man Called Peter
- The Pickwick Papers (en)
- Les Contes de la lune vague après la pluie
- Le Seigneur de l'aventure
- Pour que vivent les hommes
- Le Cri de la victoire
- Le Tendre Piège
- La Mousson
- Les Briseurs de barrages